# Stopa polska
Stopa – dawna polska jednostka długości o wartości zależnej od czasu  i rejonu historycznego. W średniowieczu najczęściej spotykana była tzw. stopa chełmińska dawna, licząca 28,8 cm, stanowiąca połowę łokcia chełmińskiego dawnego, równego 57,6 cm.
- stopa staropolska (1764–1819, system miar staropolskich) = 29,78 cm[4]
- stopa nowopolska (1819–1949, system miar nowopolskich) = 28,8 cm[2]
- stopa krakowska dawna = 29,3 cm, stopa krakowska od 1836 = 29,8 cm[1]
- stopa galicyjska albo lwowska (1787–1856) = 29,77 cm[5]
- stopa wrocławska (do 1816) = 28,795 cm[6]